# 2 Hearts
"2 Hearts" là một bài hát pop-rock của ca sĩ người Úc Kylie Minogue trong album thứ 10 của cô, X. Bài hát được sáng tác và sản xuất bởi Kish Mauve. "2 Hearts" là đĩa đơn đầu tiên của Minogue kể từ khi cô điều trị bệnh ung thư vú năm 2005. Đĩa đơn được chọn làm đĩa đơn đầu tiên từ album và phát hành vào tháng 11 năm 2007. "2 Hearts" khá thành công khi lọt vào Top 40 tại hầu hết các bảng xếp hạng trên thế giới, đồng thời chiếm vị trí quán quân tại bảng xếp hạng của Úc và Tây Ban Nha.